# Vincent Marcy
Pour les articles homonymes, voir Marcy.
 (avril 2025).
La mise en forme du texte ne suit pas les recommandations de Wikipédia : il faut le « wikifier ».
Les points d'amélioration suivants sont les cas les plus fréquents :
- Les titres sont pré-formatés par le logiciel. Ils ne sont ni en capitales, ni en gras.
- Le texte ne doit pas être écrit en capitales (les noms de famille non plus), ni en gras, ni en italique, ni en « petit »…
- Le gras n'est utilisé que pour surligner le titre de l'article dans l'introduction, une seule fois.
- L'italique est rarement utilisé : mots en langue étrangère, titres d'œuvres, noms de bateaux, etc.
- Les citations ne sont pas en italique mais en corps de texte normal. Elles sont entourées par des guillemets français : « et ».
- Les listes à puces sont à éviter, des paragraphes rédigés étant largement préférés. Les tableaux sont à réserver à la présentation de données structurées (résultats, etc.).
- Les appels de note de bas de page (petits chiffres en exposant, introduits par l'outil «  Source ») sont à placer entre la fin de phrase et le point final[comme ça].
- Les liens internes (vers d'autres articles de Wikipédia) sont à choisir avec parcimonie. Créez des liens vers des articles approfondissant le sujet. Les termes génériques sans rapport avec le sujet sont à éviter, ainsi que les répétitions de liens vers un même terme.
- Les liens externes sont à placer uniquement dans une section « Liens externes », à la fin de l'article. Ces liens sont à choisir avec parcimonie suivant les règles définies. Si un lien sert de source à l'article, son insertion dans le texte est à faire par les notes de bas de page.
- La présentation des références doit suivre les conventions bibliographiques. Il est recommandé d'utiliser les modèles {{Ouvrage}}, {{Chapitre}}, {{Article}}, {{Lien web}} et/ou {{Bibliographie}}. Le mode d'édition visuel peut mettre en forme automatiquement les références.
- Insérer une infobox (cadre d'informations à droite) n'est pas obligatoire pour parachever la mise en page.

Pour une aide détaillée, merci de consulter Aide:Wikification.
Si vous pensez que ces points ont été résolus, vous pouvez retirer ce bandeau et améliorer la mise en forme d'un autre article.
 (avril 2025).
 (avril 2025).
Vincent Marcy, né le 11 septembre 1989 à Avignon, est un chef cuisinier français. Connu pour son approche mêlant tradition culinaire française et techniques modernes, il a travaillé dans plusieurs établissements prestigieux en France et à l’étranger. Il est également reconnu pour sa pédagogie, sa créativité, et sa spécialisation en sauces. Chef discret mais influent, il dirige aujourd’hui sa propre entreprise de conseil et intervient comme chef exécutif au sein du groupe Lieux d’Émotions à Paris.

## Biographie
Originaire d’Avignon, Vincent Marcy commence des études de médecine après un baccalauréat scientifique. Cependant, il met brutalement un terme à son parcours après avoir été confronté à la mort de plusieurs patients jeunes, une expérience qu’il vit avec une grande sensibilité. Face à cette décision soudaine, ses parents lui demandent de se débrouiller par lui-même.
C’est dans ce contexte qu’une rencontre inattendue marque un tournant dans sa vie. Alors qu’il cherche un emploi, David Catena, Meilleur ouvrier de France, l’entend passer un appel téléphonique dans la rue, où il exprime sa recherche de travail. Catena lui tape alors sur l’épaule et lui dit simplement : « 9h demain à l’avenue ». Sans savoir de quoi il s’agissait, Vincent Marcy se présente à ce rendez-vous : ce sera son premier jour en cuisine.

## Parcours professionnel
Vincent Marcy commence sa carrière aux côtés de David Catena, puis devient l’apprenti de Jean-Marc Larrue, ancien chef étoilé.
Il travaille ensuite dans plusieurs établissements renommés d’Avignon :
- Le Jardin de la Tour
- La Mirande (étoilé Michelin)
- Le Lutrin

Il poursuit son parcours à l’international :
- The French Brasserie à Melbourne (dirigé par Lucas Julien Vauzelle)
- La Coquillade, Relais & Châteaux étoilé du groupe Alain Ducasse

Il rejoint ensuite le groupe Sibuet (Terminal Neige Totem, Flaine) avant de devenir chef exécutif pour plusieurs bouillons parisiens tels que :
- Le Mansart
- Sans Souci
- Chez Jeannette
- Bouillon Pigalle

Devenu maître saucier, il est formé par Binet (ancien du Ritz) et Maître Smith, saucier officiel de la Reine d’Angleterre. Il crée ensuite son entreprise de conseil et traiteur : MerciMarcy. Il officie également au prestigieux Grand Véfour sous la direction de Guy Martin, avant de devenir chef exécutif du groupe Lieux d’Émotions.

## Style culinaire
Marcy combine techniques traditionnelles et approche scientifique. Il s’intéresse à la cuisine moléculaire et développe ses propres méthodes. Son plat emblématique est un œuf braisé accompagné de mayonnaise de chlorophylle, tuile de lin et espuma de foin, représentant symboliquement la vie de la poule.

## Personnalité
Chef discret et profondément humain, Vincent Marcy est souvent décrit comme à l’écoute, humble et d’une grande sensibilité. Son parcours hors normes, marqué par un abandon des études de médecine, se reflète dans sa manière d'aborder la cuisine comme un acte de soin et de partage.
Il accorde une importance capitale à la transmission du savoir et à la bienveillance au sein des brigades. Il refuse les méthodes autoritaires en cuisine, préférant créer un climat de confiance et de responsabilisation. Il encadre régulièrement des jeunes en reconversion ou issus de parcours atypiques, convaincu que la cuisine est un vecteur d’intégration.
Passionné de pédagogie, il anime des ateliers de formation à la cuisine gastronomique. Il milite également pour une cuisine accessible et durable, en valorisant les circuits courts et en réduisant le gaspillage alimentaire. L’utilisation de produits de sa région, frais et de saison, fait partie intégrante de sa philosophie culinaire. De cette philosophie, il a créé les sels végétaux qui permettent de saler les plats sans ajouter de sel nocif pour la santé.
Très attaché à ses origines provençales, il continue de collaborer avec des artisans locaux et de faire vivre sa région.